# Straszny dwór (film)
Straszny dwór – polski film fabularny, musical z 1936 r. w reż. Leonarda Buczkowskiego.

## Ekipa
- Reżyseria – Leonard Buczkowski
- Scenariusz – Jan Adolf Hertz
- Scenopis – Jan Fethke
- Zdjęcia – Albert Wywerka
- Scenografia – Jacek Rotmil, Stefan Norris
- Muzyka – Adam Wieniawski
- Wykonanie muzyki – Orkiestra Polskiego Radia
- Dyrygent – Tadeusz Górzyński
- Choreografia – Eugeniusz Koszutski
- Kierownictwo produkcji – Marian Czauski
- Produkcja – Imago-Vox

## Obsada
| - Lucyna Szczepańska – Hanna - Helena Grossówna – Jadwiga - Mieczysława Ćwiklińska – miecznikowa - Witold Conti – Stefan - Kazimierz Czekotowski – Zbigniew - Mariusz Maszyński – Damazy - Stanisław Sielański – Jasiek - Eugeniusz May – miecznik - Józef Orwid – Maciej - Amelia Rotter-Jarnińska – podstolina | - Helena Zarembina - Kazimiera Horbowska - Irena Skwierczyńska - Halina Supałówna - Michał Halicz - Konstanty Krugłowski - Bronisław Romaniszyn - Feliks Dobrowolski - Halina Kowalczykówna - Jadwiga Pstrokońska |